# Gnathophis cinctus
Gnathophis cinctus és una espècie de peix pertanyent a la família dels còngrids.

## Descripció
- Pot arribar a fer 42 cm de llargària màxima.[5][6]

## Hàbitat
És un peix marí, demersal i de clima tropical que viu entre 9 i 336 m de fondària.

## Distribució geogràfica
Es troba al Pacífic oriental: des del sud de Califòrnia (els Estats Units) fins al Perú.

## Observacions
És inofensiu per als humans.